# Stars (Roxette-dal)
A Stars című dal a svéd Roxette harmadik kimásolt kislemeze a Have a Nice Day című 6. stúdióalbumról. Ez volt az egyetlen olyan felvételük, melyben techno stílusú hangmintákat is használtak. A dalban egy gyermek kórus is közreműködik. A dalhoz készült Almigty csapat által készített változatot játszották az európai rádióállomások. A dal Európa szerte slágerré vált, különösen Skandináviában, és Németországban, ahol az album legjobban fogyó kislemeze lett. A dalhoz készült videoklipet Anton Corbijn készítette.

## Előzmények
A dal eredeti demó változata egy gitáros rock dal volt, azonban ez a felvételek során átalakult a stúdióban. Egy tempós, elektropoppos, techno stílusú dal lett, mely a Roxette új zenei irányzatát képviselte. A dalt Marie Fredriksson énekelte, és egy gyermekkórus is énekel a dalban. Per Gessle-t egy 1967-es Keith West féle dal, az  "Excerpt from A Teenage Opera" című dal ihlette, hogy gyermekkórust is szerepeltessen a dalban.
A dal remixeit az Almighty kiadó remixerei készítették el, egy 7"-es rádió változat, melyet a rádióállomások gyakran játszottak, és egy 12"-es változat is létezik a maga 8:00 perces játékidejével. A videókliphez azonban az eredeti album változatot használták fel. A kislemezen szerepelt még a "Better Off on Her Own" című dal, a "Have a Nice Day" című albumról, és két demó felvétel "I Was So Lucky" és a "7Twenty7" című dalok.

## Sikerek
A dal Európa szerte közkedvelt volt, különösen Skandináviában. A legmagasabb helyezést Finnországban sikerült elérnie, ahol a 9. helyig jutott. Norvégiában a 11., míg Svédországban a 13. helyezett volt a kislemezlistán. A kislemezből 15.000 darab fogyott, és aranylemez státuszt kapott. Ez lett az ország 100 legkelendőbb kislemezének egyike. A dal Spanyolországban, és Svájcban egyáránt Top 30-as sláger volt. A dal a német kislemezlistán a 23. helyig jutott, és 4 hónapot töltött a listán. A duó utolsó kislemeze az Egyesült Királyságban az 56. helyezést érte el, míg Skóciában az 53. helyre sikerült jutnia. A videóklip is jelentős elismerést szerzett magának, és három egymást követő héten keresztül az MTV Europe "Euro Top 20 Chart" slágerlistáján szerepelt.

## Videoklip
A dalhoz tartozó videoklipet Anton Corbijn rendezte, és Fredriksson a klipforgatást egy "jó élménynek" nevezte. A klipben Gessle egy sikátorban egy kartondobozban ül, és a nyaka körül a "Me" szócska lóg egy táblán, bár később azonosítatlan emberré alakul. Eközben Fredriksson egy palotában egy nagy ágyban ébred, szolgákkal körülvéve, akik királyi öltözékbe öltöztetik. Egy zsúfolt utcán találja magát, ahol férfiak veszik körül, és mind hasonló táblát cipel a nyakában. Miután találkozik a kartondobozon ülő emberrel, egy királyi rendeletként felolvassa a dal szövegét.
Az elhaladó éneklő gyerekkórus után elkezd táncolni, és eldobja a királyi rendeletet. A zavart ember elfut előle, és egy csónakot lop, hogy elmeneküljön Fredrikssontól, aki utána ugrik a folyóba. A folyóban két kacsával énekel együtt, majd egy férfi a karjában tartja, és elveszi feleségül. A videó montázsokkal ér véget, ahol életének különféle szakaszait láthatjuk. Először egy csecsemővel, majd kamasz gyerekekkel, végül idős házaspárként.

## Megjelenések
All songs written by Per Gessle.
| - CD Single Európai Unió EMI 8875722 1. "Stars" (Almighty 7" Mix) – 3:48 2. "Better Off on Her Own" – 2:49 3. "I Was So Lucky" (Tits & Ass Demo, 4 June 1998) – 4:13 4. "7Twenty7" (Tits & Ass Demo, 20 November 1997) – 3:28 - CD Single & MC Single Egyesült Királyság EMI TCEM-550 · CDEM-550 1. "Stars" (Almighty 7" Mix) – 3:48 2. "Anyone" – 4:30 3. "Stars" – 3:56 4. "Stars" (Enhanced Video) – 3:55 (CD release only) - CD Single Egyesült KirályságEMI CDEMS-550 1. "Stars" (Almighty 7" Mix) – 3:48 2. "Stars" (Almighty 12" Definitive Mix) – 8:00 3. "Stars" (X-Treme Club Mix) – 6:13 | - CD-Maxi Ausztrália · Európai Unió EMI 8869130) 1. "Stars" (Almighty 7" Mix) – 3:48 2. "Better Off on Her Own" – 2:49 3. "I Was So Lucky" (Tits & Ass Demo) – 4:13 4. "7Twenty7" (Tits & Ass Demo) – 3:28 5. "Stars" – 3:56 6. "Anyone" (Enhanced Video) – 4:45 - 12" & CD Single – The Remixes Európai Unió CD: 8874712 · Egyesült Királyság 12": 8874716) 1. "Stars" (Almighty 7" Mix) – 3:48 2. "Stars" (Almighty 12" Definitive Mix) – 8:00 3. "Stars" (Almighty Dub) – 6:43 4. "Stars" (Almighty Alternate 12" Mix) – 7:02 5. "Stars" (X-Treme Club Mix) – 6:13 |

## Slágerlista
| Slágerlista (1999)                     | Legjobb helyezések |
| -------------------------------------- | ------------------ |
| Belgium (Ultratop 50 Flanders)         | 45                 |
| Europe (Eurochart Hot 100)             | 53                 |
| Finnország (Singlet Top 20)            | 9                  |
| Németország (Media Control Charts)     | 23                 |
| Netherlands Tipparade (Dutch Top 40)   | 20                 |
| Hollandia (Single Top 100)             | 74                 |
| Norvégia (VG-lista)                    | 11                 |
| Polish Airplay (ZPAV)                  | 46                 |
| Scotland (The Official Charts Company) | 53                 |
| Spain (AFYVE)                          | 19                 |
| Svédország (Sverigetopplistan)         | 13                 |
| Svájc (Schweizer Hitparade)            | 28                 |
| Egyesült Királyság (UK Singles Chart)  | 56                 |

| Slágerlista (1999)                  | Helyezés |
| ----------------------------------- | -------- |
| Swedish Singles (Sverigetopplistan) | 94       |

## Minősítések
| Ország           | Minősítés | Eladások |
| ---------------- | --------- | -------- |
| Svédország (GLF) | arany     | 15.000   |